# How We Do
How We Do è il quinto album in studio del gruppo musicale hip hop statunitense Das EFX, pubblicato il 23 settembre 2003 dalla UTR Music. L'album vede la partecipazione del rapper Sean Paul.
All Music gli assegna 2 stelle e mezzo su 5.

## Tracce
1. Intro – 0:49
2. Greezy – 3:57 (musica: Dame Grease)
3. Full Tyme Hussle – 4:12 (musica: Nastee)
4. Dro & Henne (JJ) – 4:01 (Willie Hines)
5. The Memories Remain (featuring Sean Paul) – 3:32 (testo: Hines – musica: Gerrard C. Baker)
6. Diggy DAS – 4:15 (testo: Hines, Andre Weston – musica: King James II)
7. G Music – 4:07 (testo: Hines, Weston – musica: Weston, DR Period, Hines)
8. Get It Poppin' – 3:33 (testo: Hines – musica: Kuntry Man, Hines)
9. Jungle (featuring Lovey) – 4:25 (testo: Hines, Weston – musica: Sully Sefil, Hines)
10. How We Do – 4:00 (testo: Hines, Weston – musica: Andre Weston, Willie Hines, DJ Rondevu)
11. East Coast Husslaz (featuring JJ & Un Pacino) – 3:28 (testo: Hines – musica: Willie Hines, Sully Sefil)
12. Let's Get Money – 3:26 (testo: Hines – musica: Andre Weston, Koolade)
13. B.S.A.P. (featuring Lovey) – 3:33 (testo: Hines – musica: Andre Weston, Koolade)